# Salix sphaeronymphe
Salix sphaeronymphe är en videväxtart som beskrevs av Goerz. Salix sphaeronymphe ingår i släktet viden, och familjen videväxter. Inga underarter finns listade i Catalogue of Life.